# Jorge Camacho Cordón
Jorge Camacho Cordón (Zafra, Badajoz, España, 18 de noviembre de 1966). Poeta en esperanto y español. Desde 1995 trabaja en Bruselas como intérprete de inglés y finlandés a español para la Unión Europea. Fue miembro de la Academia de Esperanto de 1992 hasta el 2001.
Fue elegido como miembro de la Academia de Esperanto en 1992, pero el 15 de agosto del 2001 anunció su dimisión a causa de la decepción que le había causado el movimiento esperantista. Sin embargo, se mantiene activo y sigue revisando obras literarias y escribiendo artículos, reseñas y poemas en dicha lengua.

## Obra en esperanto
Camacho se hizo famoso por su poesía y relatos cortos a finales de los años 1980, por los que recibió varios premios en el Belartaj Konkursoj de UEA. Ganó el premio Grabowski en 1992.
A principios de los años 1990 estaba considerado como uno de los miembros de la llamada Ibera Skolo ("Escuela de Iberia"), junto con otros tres escritores de la península ibérica.
En los años 1990, Camacho comenzó a oponerse públicamente a Giorgio Silfer por su interpretación política del "Raumismo". Escribió La Majstro kaj Martinelli ("El maestro y Martinelli"), una mordaz sátira de Silfer (inspirado en El maestro y Margarita de Mijaíl Bulgákov), y criticó su ideología en La liturgio de la foiro ("La liturgia de la feria").
Obras poéticas son:
- Ibere libere (con Miguel Fernández, Gonçalo Neves y Liven Dek, seudónimo de Miguel Gutiérrez, 1993)

La editorial Bero publicó en agosto del 2004 toda su obra poética en esperanto y en español, en dos volúmenes:
- Celakantoj (Celacantos; poemas escritos en esperanto principalmente entre 1989 y 1995, ed. Bero, Róterdam, 2004)
- Saturno (libro de poemas escritos tanto en español como en esperanto desde 1995 hasta 2004, ed. Bero, Róterdam, 2004).

Otros libros de poemas:
- Eklipsas (Eclipsa; libro de poemas escritos principalmente en esperanto de 2004 a 2006, con traducciones al español, ed. Bero, Róterdam, 2007).

- Koploj kaj filandroj (ed. Mondial, Nueva York, 2009).

### Poesía
- Ibere libere (con Miguel Fernández, Gonçalo Neves y Liven Dek, pseudónimo de Miguel Gutiérrez, 1993)

- Celakantoj (2004)
- Saturno (2004)
- Eklipsas (2007)
- Koploj kaj filandroj (2009)
- La silika hakilo (2011)
- En la profundo (2013)
- Strangaj spikoj (2016)
- Palestino strangolata (2016)
- Brulvunde (2017)

### Cuentos y relatos cortos
- Sur la linio (1991)
- La Majstro kaj Martinelli (1993)

En la revista literaria Beletra Almanako ha publicado:
- "Varme vama verko", Beletra Almanako 7 (febrero de 2010)
- "Milito en kvar strekoj" en Beletra Almanako 10 (febrero de 2011)
- "Manifesto de raŭpo" en Beletra Almanako 21 (octubre de 2014)
- "La ŝtormo" en Beletra Almanako 22 (febrero de 2015)

También ha publicado relatos cortos en las siguientes obras colectivas: La mirinda libro (1984), Sferoj 6 (1988), Trezoro. La Esperanta novelarto (1989), Pandemonio (1990), Sferoj 8 (1993), Ekstremoj (1997), Sferoj 10 (2000), Mondoj 2001 (2001), Samideanoj (2006) y Vizaĝoj (2010).

### Traducciones
- Astura bukedo. Poemas de Ángel González (con otros autores, 1987)
- Letero el Palestino. Ensayo político de Santiago Alba Rico (1990)
- La ĉapo de la sterko-vermo. Traducción de un texto del mismo Camacho en castellano sobre las drogas (1995)
- La sekreta miraklo. Poemas y relatos cortos de Jorge Luis Borges (con otros autores, 2008)
- Poezio: armilo ŝargita per futuro. Poemas traducidos de la literatura castellana (con otros autores, 2013)

### Ensayos y conferencias
- "Amika rondo varma aŭ pri la verda junularo" en Fonto 117 (septiembre de 1990)
- "Kion oni trovas en la tekstoj de 'Persone' en Fonto 132 (diciembre de 1991)
- "Ĉu verki aŭ ĉu ne verki esperante?" en Barlastono bis! 3 (1993)
- "La tekstoj de rokmuzika grupo Persone en Esperanto" en Barlastono bis! 4 (1994)
- "Enkonduko en la verkaron de Miguel Espinosa" en Menade bal püki bal (1998)
- La liturgio de l’ foiro (1999)
- "La mava lingvo: neologismoj kaj malneologismoj en esperanto" en Lingva arto. Jubilea libro omaĝe al William Auld kaj Marjorie Boulton (1999)
- "Baldur Ragnarsson, duklinga poeziisto en La lingvo serena (2007)
- "Lingvaj manipulistoj en Beletra Almanako 1 (septiembro 2007)
- "Poeto en marĉando kun Anubo en Beletra Almanako 1 (septiembro 2007)
- "La esperanta malpopolo en La arto labori kune (2010)
- "De hajko al hajko en Belarta rikolto 2013 (2013)
- "Vortoj en vortaroj" en Beletra Almanako 18 (octubre de 2013)
- "Motivoj por ne kabei" en Beletra Almanako 19 (febrero de 2014)
- "Lanta fajro" en Beletra Almanako 21 (octubre 2014)

### Tareas editoriales
- En el 2007 fundó la revista literaria Beletra Almanako, junto con Probal Dasgupta e István Ertl. Fue el redactor desde 2007 hasta 2013 y corredactor entre 2013 y 2014.

## Obra en castellano
- Palestina estrangulada (Calúmnia, 2018)[1]
- Quemadura (Vitruvio, 2020)[2]